# 小行星8019
小行星8019（8019 Karachkina）是一颗围绕太阳公转的小行星。1990年10月14日，盧茨·D·施馬德爾、佛蒙特·伯根在陶腾堡发现了此天体。
該小行星以俄羅斯天文學家柳德米拉·卡拉季奇命名。
这颗小行星的绝对星等为231.0739665346799等。